# Цзяочжоу (концесія)

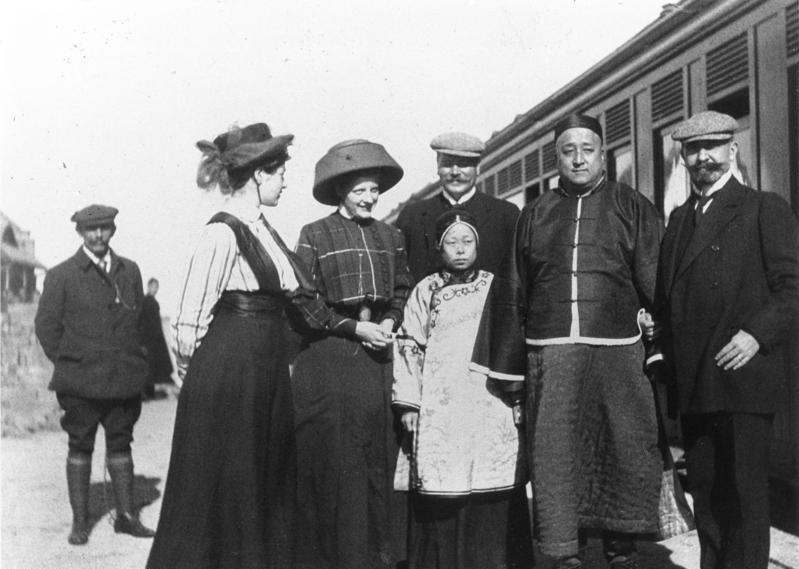
Німецький губернатор Цзяочжоу Оскар Труппель (праворуч) з главою роду нащадків Конфуція (Яньшен-гуном) Кун Ліньі на вокзалі в Циндао, 1910

Концесія Цзяочжоу — територія, орендована Німеччиною у Імперського Китаю, що існувала з 1898 до 1914. Із площею 552 км2, вона простягалась навколо затоки Цзяочжоу на південному березі півострову Шаньдун. Адміністративним центром був Ціндао.
36°07′24″ пн. ш. 120°14′44″ сх. д. / 36.12333° пн. ш. 120.24556° сх. д.